# Riera de Arbucias
La riera de Arbucias nace en el monte de Sant Marçal, bajo el pico de les Agudes (macizo del Montseny), y recorre de arriba abajo todo el municipio español de Arbucias, en Gerona. A lo largo de su recorrido recibe aguas de la riera Chica (en catalán, Xica), de la riera de la Pineda y de la riera de las Truchas. En su paso por la población de Arbucias se puede encontrar el paseo de Santiago Rusiñol. Tomando el sendero que transcurre paralelo a la riera, bajo la sombra de la vegetación fluvial. En este tramo se encuentran bancos para sentarse a tomar el fresco.

## Medio físico
El espacio natural está trazado longitudinalmente por el curso fluvial de montaña - la riera de Arbucias - que nace en los contrafuertes del macizo del Montseny. Este río drena una cuenca de rocas magmáticas, con una importante cobertura forestal, que genera un cauce de sauló con guijarros redondeados. La calidad de sus aguas, según parámetros fisicoquímicos y de macroinvertebrados, es buena o muy buena.
- Impacto: Todo y la buena calidad de sus aguas, el curso fluvial de la riera de Arbucias atraviesa zonas habitadas y ámbitos con explotaciones económicas donde recibe sus afluentes. Las plantas autóctonas colonizan el bosque de ribera.
- Vulnerabilidad: Hay que remarcar la vulnerabilidad de algunas comunidades vegetales, así como de especies de fauna de alto interés como la nutria.

## Declaración, planificación y gestión
El Espacio Natural Protegido de la riera de Arbucias fue incorporado al Plan de Espacios de Interés Natural (PEIN) de la Generalidad de Cataluña por el Decreto 328/1992. Asimismo, fue declarado por primera vez como LIC en 1997, y posteriormente fue ampliado como espacio Natura 2000 mediante el Acuerdo del Gobierno 112/2006, de 5 de septiembre, que aprueba la red Natura 2000 en Cataluña (DOGC 4735 de 6-10-2006)

## Biodiversidad
La función principal de los espacios naturales protegidos de Cataluña es conservar muestras representativas de la fauna, la flora y los hábitats propios del territorio, de forma que se puedan desarrollar los procesos ecológicos que dan lugar a la biodiversidad (la amplia variedad de ecosistemas y seres vivos: animales, plantas, sus hábitats y sus genes).
La riera de Arbucias presenta uno de los sistemas húmedos de aguas a salto de mata y estancadas, el más rico y diverso en fauna de todo el conjunto del Montseny-Montnegre. Su conservación es importante, sobre todo para contener remarcables elementos de fauna, como es el caso de la nutria.

### Fauna
Desde el punto de vista de la fauna íctica contiene varios elementos mediterráneos de origen europeo, con especies como la trucha común (Salmo trutta), la anguila (Anguila anguilla), el barbo (Barbus barbus o barbus graellsi), la madrilla (Chondrostoma toxostoma) y el bagre (Squalius cephalus o Leuciscus cephalus). Por otro lado, el buen estado de conservación de las riberas y de las aguas permite la presencia de la nutria (Lutra lutra). Desde el punto de vista de los otros vertebrados, los hábitats de la riera también son interesantes, debido a la exuberancia de la vegetación, que es impenetrable en algunos puntos.

### Vegetación y flora
La verneda es la vegetación propia de las orillas de la riera de Arbucias, con fresnos de hoja grande, a pesar de que la competencia que  hacen las especies que se han introducido para la producción de madera es importante, como por ejemplo la robinia y el plátano de sombra. A pesar de todo, su cubierta vegetal tiene gran interés ecológico y paisajístico.

## Aspectos socioeconómicos de interés
En esta riera se  realiza un aprovechamiento de las aguas y también se  practica la pesca deportiva. El Espacio contiene esclusas y una carretera perimetral.
- Usos del suelo:
  - Tierras agrícolas y áreas antrópicas - 58,78 %
  - Bosques - 33,02 %
  - Aguas continentales - 8,19 %